# Светско првенство у атлетици у дворани 2003 — 1.500 метара за жене
Трка на 1.500 метара у женској конкуренцији на Светском првенству у атлетици у дворани 2003. одржано је 15. и 16. марта у Бирмингему (Уједињено Краљевство).
Титулу освојену у Лисабону 2001, бранила је Хасна Бенхаси из Марока.

## Земље учеснице
Учествовало је 27 такмичарки из 17 земаља.
1. Белорусија (1)
2. Боливија (1)
3. Грчка (1)
4. Етиопија (1)
5. Ирска (1)
6. Мађарска (1)
7. Мароко (2)
8. Пољска (2)
9. Румунија (2)
10. Русија (2)
11. САД (2)
12. Словенија (1)
13. Тунис (2)
14. Уједињено Краљевство (2)
15. Украјина (2)
16. Француска (2)
17. Шпанија (2)

## Освајачи медаља
| Освајачи медаља |                      |                      |  |  |  |  |
|                 |                      |                      |  |  |  |  |
|                 |                      |                      |  |  |  |  |
|                 |                      |                      |  |  |  |  |
| Реџина Џејкобс  | Кели Холмс           | Јекатерина Розенберг |  |  |  |  |
| САД             | Уједињено Краљевство | Русија               |  |  |  |  |

## Рекорди
Стање 13. март 2003.
| Рекорди пре почетка Светског првенства 2003.     | Рекорди пре почетка Светског првенства 2003. | Рекорди пре почетка Светског првенства 2003. | Рекорди пре почетка Светског првенства 2003. | Рекорди пре почетка Светског првенства 2003. | Рекорди пре почетка Светског првенства 2003. |
| ------------------------------------------------ | -------------------------------------------- | -------------------------------------------- | -------------------------------------------- | -------------------------------------------- | -------------------------------------------- |
| Светски рекорд                                   | 3:59,98                                      | Реџина Џејкобс                               | Сједињене Државе                             | Бостон, САД                                  | 1. фебруар 2003.                             |
| Рекорди светских првенстава                      | 4:03,23                                      | Габријела Сабо                               | Мађарска                                     | Маебаши, Јапан                               | 16. март 1999.                               |
| Најбољи резултат сезоне                          | 3:59,98                                      | Реџина Џејкобс                               | Сједињене Државе                             | Бостон, САД                                  | 1. фебруар 2003.                             |
| Афрички рекорд                                   | 4:04,48                                      | Хасна Бенхаси                                | Мароко                                       | Дортмунд, Немачка                            | 11. фебруар 2001.                            |
| Азијски рекорд                                   |                                              |                                              |                                              |                                              |                                              |
| Северноамерички рекорд                           | 3:59,98                                      | Реџајна Џејкобс                              | Сједињене Државе                             | Бостон, САД                                  | 1. фебруар 2003.                             |
| Јужноамерички рекорд                             | 4:14,05                                      | Летитија Врисде                              | Суринам                                      | Будимпешта, Мађарска                         | 12, фебруар 1992.                            |
| Европски рекорд                                  | 4:00,27                                      | Дојна Мелинте                                | Румунија                                     | Ист Радерфорд, САД                           | 9. фебруар 1990.                             |
| Океанијски рекорд                                |                                              |                                              |                                              |                                              |                                              |
| Рекорди после завршеног Светског првенства 2003. |                                              |                                              |                                              |                                              |                                              |
| Рекорди светских првенстава                      | 4:01,67                                      | Реџина Џејкобс                               | Сједињене Државе                             | Бирмингем, Уједињено Краљевство              | 16. март 2003.                               |

### Најбољи резултати у 2003. години
Десет најбољих атлетичарки године на 1.500 метара у дворани пре првенства (5. марта 2003), имале су следећи пласман.
| 1.  | Реџина Џејкобс      | Сједињене Државе | 3:59,98 | 1. фебруар  |
| 2.  | Наталија Горелова   | Русија           | 4:00,72 | 27. фебруар |
| 3.  | Екатерина Розенберг | Русија           | 4:02,58 | 27. фебруар |
| 4.  | Лидија Хојецка      | Пољска           | 4:03,58 | 21. фебруар |
| 5.  | Екатерина Пузанова  | Русија           | 4:04,77 | 27. фебруар |
| 6.  | Јулија Косенкова    | Русија           | 4:05,45 | 27. фебруар |
| 7.  | Алесија Турава      | Белорусија       | 4:05,69 | 18. фебруар |
| 8.  | Хасна Бенхаси       | Мароко           | 4:06,72 | 21. фебруар |
| 9.  | Хејли Тилет         | Велика Британија | 4:07,40 | 21. фебруар |
| 10. | Кутре Дулеша        | Етиопија         | 4:07,84 | 18. фебруар |

Такмичарке чија су имена подебљана учествовале су на СП 2003.

## Сатница
| Датум          | Време | Ниво          |
| -------------- | ----- | ------------- |
| 15. март 2003. | 16:36 | Квалификације |
| 16. март 2003. | 15:55 | Финале        |

## Резултати

### Квалификације
Такмичење је одржано 15. марта 2003. године. Такмичарке су биле подељене у 3 групе. За пласман у полуфинале пласирале су се по 2 првопласиране из група (КВ) и 3 према постигнутом резултату (кв).,,.
Почетак такмичења: група 1 у 16:36, група 2 у 16:44, група 3 у 16:52.
| Плас. | Група | Атлетичарка         | Земља                | ЛР       | ЛРС     | Резултат | Белешка |
| ----- | ----- | ------------------- | -------------------- | -------- | ------- | -------- | ------- |
| 1.    | 3     | Реџина Џејкобс      | САД                  | 3:59,98  | 3:59,98 | 4:09,06  | КВ      |
| 2.    | 3     | Елена Анточи        | Румунија             | 4:02,90о | 4:09,56 | 4:09,34  | КВ, ЛРС |
| 3.    | 3     | Хасна Бенхаси       | Мароко               | 4:09,37  | 4:06,72 | 4:09,37  | кв      |
| 4.    | 3     | Кутре Дулеша        | Етиопија             | 3:58,43о | 4:07,84 | 4:09,65  | кв      |
| 5.    | 2     | Алесија Турава      | Белорусија           | 3:59,89о | 4:05,69 | 4:09,93  | КВ      |
| 6.    | 2     | Кели Холмс          | Уједињено Краљевство | 3:58,07о | 4:09,78 | 4:09,99  | КВ      |
| 7.    | 2     | Наталија Горелова   | Русија               | 3:59,70о | 4:00,72 | 4:10,17  | кв      |
| 8.    | 1     | Ирина Лишчинска     | Украјина             | 4:03,78о | 4:09,37 | 4:10,28  | КВ      |
| 9.    | 1     | Екатерина Розенберг | Русија               | 4:02,58  | 4:02,58 | 4:10,28  | КВ      |
| 10.   | 1     | Лидија Хојецка      | Пољска               | 3:59,22о | 4:03,58 | 4:10,51  |         |
| 11.   | 3     | Неља Непорадна      | Украјина             | 4:10,57  | 4:10,57 | 4:10,77  |         |
| 12.   | 3     | Зулема Фуентес-Пила | Шпанија              | 4:08,39о | 4:14,64 | 4:12,03  | ЛР      |
| 13.   | 1     | Јудит Варга         | Мађарска             | 4:01,26о |         | 4:12,48  |         |
| 14.   | 1     | Абир Накхли         | Тунис                | 4:14,18о | 4:16,51 | 4:13,83  | НР, ЛР  |
| 15.   | 1     | Сара Шволд          | САД                  | 4:04,43о | 4:09,53 | 4:14,13  |         |
| 16.   | 2     | Марија Чонкан       | Румунија             | 4:02,10о | 4:08,20 | 4:14,52  |         |
| 17.   | 1     | Хејлеј Овенс        | Уједињено Краљевство | 4:12,47о | 4:13,56 | 4:15,25  |         |
| 18.   | 2     | Емануел Босерт      | Француска            | 4:15,49  | 4:15,49 | 4:15,82  |         |
| 19.   | 2     | Seloua Ouaziz       | Мароко               | 4:08,18о | 4:17,40 | 4:16,53  | ЛР      |
| 20.   | 1     | Орелије Кулод       | Француска            | 4:13,75  | 4:13,75 | 4:16,72  |         |
| 21.   | 2     | Констадина Ефедаки  | Грчка                | 4:12,91  | 4:12,91 | 4:17,15  |         |
| 22.   | 2     | Соња Роман          | Словенија            | 4:12,66о | 4:14,56 | 4:18,09  |         |
| 23.   | 3     | Фатма Ланоуар       | Тунис                | 4:06,91о | 4:16,74 | 4:18,45  |         |
| 24.   | 3     | Ана Јакубчак        | Пољска               | 4:01,43о | 4:15,44 | 4:18,56  |         |
| 25.   | 1     | Марија Линч         | Ирска                | 4:10,65о | 4:15,50 | 4:21,44  |         |
| 26    | 2     | Ева Ариас           | Шпанија              | 4:14,85  | 4:14,85 | 4:21,58  |         |
|       | 3     | Niusha Mancilla     | Боливија             | 4:17,91о | 4:22,91 | НС       |         |

### Финале
Такмичење је одржано 16. марта 2003. године у 15:55.
| Поз. | Атлетичарка         | Земља                | Резултат | Белешка |
| ---- | ------------------- | -------------------- | -------- | ------- |
|      | Реџина Џејкобс      | САД                  | 4:01,67  | РСП     |
|      | Кели Холмс          | Уједињено Краљевство | 4:02,66  | НР, ЛР  |
|      | Екатерина Розенберг | Русија               | 4:02,80  |         |
| 4.   | Наталија Горелова   | Русија               | 4:06,18  |         |
| 5.   | Ирина Лишчинска     | Украјина             | 4:07,19  | ЛР      |
| 6.   | Елена Анточи        | Румунија             | 4:07,44  | ЛРС     |
| 7.   | Алесија Турава      | Белорусија           | 4:08,20  |         |
| 8.   | Хасна Бенхаси       | Мароко               | 4:09,03  |         |
| 9.   | Кутре Дулеша        | Етиопија             | 4:11,15  |         |

### Пролазна времена
| Дистанца | Атлетичарка       | Земља  | Време   |
| -------- | ----------------- | ------ | ------- |
| 400 м    | Наталија Горелова | Русија | 1:02,71 |
| 800 м    | Наталија Горелова | Русија | 2:08,80 |
| 1.200 м  | Реџина Џејкобс    | САД    | 3:15,22 |